# “二十四道拐”抗战公路
25°49′6″N 105°12′14″E / 25.81833°N 105.20389°E
“二十四道拐”抗战公路位于今中华人民共和国贵州省晴隆县城西南1公里，最早由贵州省路政局修建并于1936年9月通车。1943年，援华美军司令部1880工兵营对该路进行改造变为“二十一道拐”，是史迪威公路或稱舊中印公路的其中一段。舊320国道（滇黔公路）的一部分。